# Pilotaż (zarządzanie)
Pilotaż – eksperymentalne sprawdzenie nowego rozwiązania w ograniczonej skali. Celem takiego wstępnego   projektu jest rozpoznanie podstawowych barier wdrożeniowych oraz zebranie know-how niezbędnego do realizacji przyszłych projektów w tej samej lub pokrewnej dziedzinie. 
Kluczowe aspekty pilotażu:
- Identyfikacja ryzyk: Pilotaż pozwala na wczesne wykrycie problemów, które mogą wystąpić podczas pełnego wdrożenia
- Testowanie rozwiązań: Sprawdzenie, czy proponowane rozwiązania są efektywne i spełniają oczekiwania.
- Zbieranie danych: Uzyskanie informacji, które mogą być wykorzystane do optymalizacji przyszłych projektów

## Korzyści z przeprowadzania pilotażu:
Agencja Oceny Technologii Medycznych i Taryfikacji (AOTMiT) przedstawia szczegółową listę korzyści z perspektywy systemu ochrony zdrowia: obiektywna ocena, oszacowanie wykonalności i kosztów, monitorowanie i weryfikacja, identyfikacja ryzyka, informacje o zasobach oraz wczesne wykrywanie nieprawidłowości. To szczegółowe zestawienie pokazuje wieloaspektowe zalety pilotaży, szczególnie w złożonym sektorze opieki zdrowotnej, gdzie dokładna ocena ma kluczowe znaczenie.  Pilotaż zapewnia ustrukturyzowane i dokładne podejście w miarę możliwości zabezpieczające wdrożenie nowych rozwiązań. 
- Oszczędność środków finansowych i czasu: Wykrycie błędów podczas pilotażu pozwala na ich uniknięcie we wdrożeniu na większą skalę[4].
- Motywowanie do zmian: Właściwe przeprowadzenie pilotażu może motywować pracowników do akceptacji i wsparcia zmian.